# Katharine McPhee
Katharine Hope McPhee Foster (Los Angeles, 25 maart 1984) is een Amerikaans zangeres en actrice. Ze werd tweede tijdens de finale van het vijfde seizoen van American Idol in 2006; Taylor Hicks werd eerste.

## Biografie

### Muziekcarrière
In 2007 verscheen bij RCA Records het debuutalbum Katharine McPhee. Op de releasedag verscheen tevens de eerste single Over It die het tot plaats 29 in de Amerikaanse Billboard Hot 100 haalde. Hoewel er grote namen aan het album meewerkten (Babyface, The Underdogs, Kara DioGuardi en Nate “Danja” Hills) en het op plaats 2 debuteerde in de Amerikaanse albumlijst, werd het niet het succes waar men op had gehoopt. Met 375.000 verkochte exemplaren behaalde het album net geen goud. Ook de tweede single, Love Story, kon de plaat niet terugbrengen naar de top. Hierna werd McPhees contract bij RCA ontbonden. Met songwriter David Foster werkte ze aan een album met ballades getiteld Unbroken. Hiervan verscheen het nummer Had It All als single.

### Acteercarrière
McPhee begon in 2007 met acteren in de televisieserie Lonelygirl15. Zij is onder andere bekend van haar rol als Karen Cartwright in de televisieserie Smash (2012-2013) en van haar rol als Paige Dineen in de reeks Scorpion. Voor haar rol in Smash werd zij in 2012 genomineerd voor een Teen Choice Award. In februari 2020 gingen de opnames van start voor de Netflixserie Country Comfort, waarin ze de rol van Bailey vertolkt. De opnames werden na vier afleveringen stilgelegd vanwege COVID-19 en hervat in september 2020. De zwangerschap van McPhee moest hierdoor verhuld worden in de resterende zes afleveringen die werden opgenomen.

### COVID-19
Katharine McPhee Foster ging samen met haar man David Foster in quarantaine in hun flat in Los Angeles, waar ze in totaal elf liveshows deden op hun Instagram, namelijk de Kat & Dave show. Daarnaast was McPhee regelmatig te zien tijdens livestreams van verschillende evenementen waaronder "Glow" en "#Act4Impact".

### Privéleven
McPhee trouwde in 2008 en scheidde in 2014. Nadien had McPhee bijna twee jaar een relatie met haar Scorpion-coacteur Elyes Gabel, die eindigde in 2016. Sinds 2017 heeft McPhee een relatie met muziekproducent David Foster. De twee waren al vrienden sinds hij gastmentor was tijdens American Idol in 2006, waarin McPhee als tweede eindigde. De twee werkten regelmatig samen. Op 28 juni 2019 trouwden ze in Londen. Op 22 februari 2021 beviel Katharine van hun eerste zoontje.

## Discografie
Albums
| Jaar | Album                                   |
| ---- | --------------------------------------- |
| 2007 | Katharine McPhee                        |
| 2009 | Unbroken                                |
| 2012 | Christmas is the time to say I love you |
| 2012 | Smash (soundtrack van de serie)         |
| 2015 | Hysteria                                |
| 2017 | I fall in love too easily               |
| 2018 | Live on soundstage                      |
| 2023 | Christmas Songs                         |

| Jaar | Titel                      | Album                        |
| ---- | -------------------------- | ---------------------------- |
| 2006 | Think                      | American Idol Encores        |
| 2006 | Somewhere over the rainbow | American Idol                |
| 2006 | My destiny                 | American Idol                |
| 2007 | Over it                    | Katharine McPhee             |
| 2008 | I know what boys like      | The House Bunny (soundtrack) |
| 2009 | Had it all                 | Unbroken                     |
| 2017 | Night and day              | I fall in love too easilty   |
| 2018 | Living in the moment       | Book Club                    |
| 2019 | She used to be mine        | -                            |
| 2023 | Kailan Kaya                | Dalamhati                    |
| 2023 | Floating and falling       | Wild about you               |

## Filmografie

### Films
| Jaar | Film                           | Personage       | Opmerking    |
| ---- | ------------------------------ | --------------- | ------------ |
| 2007 | Crazy                          | Paramountmeisje |              |
| 2010 | The House Bunny                | Harmony         | Ensemblefilm |
| 2011 | Peace, love & misunderstanding | Sara            |              |
| 2011 | Shark Night 3D                 | Beth            |              |
| 2011 | You may not kiss the bride     | Masha Nikitin   |              |
| 2014 | In my dreams                   | Natalie Russo   | Hoofdcast    |
| 2017 | The lost wife of Robert Dust   | Kathie Dust     | Hoofdcast    |
| 2018 | Bayou Caviar                   | Shelly          |              |
| 2019 | The Tiger Rising               | Caroline Horton |              |

### Series
| Jaar      | Serie             | Personage               | Opmerking                                             |
| --------- | ----------------- | ----------------------- | ----------------------------------------------------- |
| 2007      | Ugly Betty        | Zichzelf                | Gastrol: afl. "I'm coming out"                        |
| 2007      | Lonelygirl15      | Nieuwe vriendin         | Gastrol: afl. "Truth or dare"                         |
| 2009      | CSI: NY           | Odessa Shaw/Dana Melton | Gastrol: afl. "Prey"                                  |
| 2010      | Community         | Amber                   | Gastrol: afl. "Basic genealogy"                       |
| 2012      | Family Guy        | Moeder Maggie (stem)    | Gastrol: afl. "You can't do that on television Peter" |
| 2012–2013 | Smash             | Karen Cartwright        | NBC – hoofdcast                                       |
| 2014      | It could be worse | Lucy                    | Gastrol: afl. "Uncharted territory"                   |
| 2014–2018 | Scorpion          | Paige Dineen            | CBS – hoofdcast                                       |
| 2020      | Country Comfort   | Baily                   | Netflix – hoofdcast                                   |

### Musicals
Katharine McPhee speelde de rol van Jenna Hunterson in de musical Waitress maar liefst drie keer. Ze werd gevraagd om de rol over te nemen op Broadway. Nadien werd ze gevraagd om de show te openen in Londen. Later dat jaar kreeg ze het aanbod om de laatste zes weken van de show te spelen in Broadway.
- Broadway: 10 april 2018 tot en met 19 augustus 2018
- West End: 8 februari 2019 tot en met 15 juni 2019
- Broadway: 25 november 2019 tot en met 5 januari 2020

### Televisie
| Jaar | Programma         | Opmerking                                                                        |
| ---- | ----------------- | -------------------------------------------------------------------------------- |
| 2021 | The Masked Singer | Banana Split Mask (Ice Cream) met echtgenoot David Foster als Banana (3e plaats) |
| 2016 | Lip Sync Battle   | Zichzelf, aflevering "Katharine McPhee vs. Jason Derulo" (gewonnen)              |
| 2015 | American Idol     | Gastoptreden met David Foster                                                    |
| 2006 | American Idol     | Deelnemer (werd tweede)                                                          |
| 2011 | The Voice         | Gastoptreden                                                                     |

- Biblioteca Nacional de España: XX5427276
- Bibliothèque nationale de France: cb16629716x (data)
- Gemeinsame Normdatei: 1096261286
- International Standard Name Identifier: 0000 0000 5353 5499
- Library of Congress Control Number: no2006071200
- MusicBrainz: 7473425a-05ff-41d2-b375-9b213b8bbde8
- Système universitaire de documentation: 196264235
- Virtual International Authority File: 7773149068508065730005